# 斯塔德尼齊亞 (文尼察區)
斯塔德尼齊亞（烏克蘭語：Стадниця）是位於烏克蘭西南部文尼察州文尼察區的村莊，始建於1630年，面積3.63平方公里，海拔高度263米，2001年人口1,291，人口密度每平方公里355.65人。